# Mark Suzor
Mark Joseph Suzor (* 5. November 1956 in Windsor, Ontario) ist ein ehemaliger kanadischer Eishockeyspieler, der im Verlauf seiner aktiven Karriere zwischen 1973 und 1981 unter anderem 64 Spiele für die Philadelphia Flyers und Colorado Rockies in der National Hockey League (NHL) auf der Position des Verteidigers bestritten hat. Darüber hinaus absolvierte Suzor über 200 weitere Partien in der American Hockey League (AHL) und International Hockey League (IHL).

## Karriere
Suzor verbrachte seine Juniorenzeit zwischen 1973 und 1976 bei den Kingston Canadians in der Ontario Hockey Association (OHA) bzw. Ontario Major Junior Hockey League (OMJHL). Dort überzeugte der Verteidiger mit seinen Offensivqualitäten und erzielte in seinem dritten Ligajahr in 48 Einsätzen nahezu einen Punkt pro Partie. In der Folge wurde er sowohl im NHL Amateur Draft 1976 in der ersten Runde an 17. Stelle von den Philadelphia Flyers aus der National Hockey League (NHL) als auch im WHA Amateur Draft 1976 in der dritten Runde an 25. Position von den San Diego Mariners aus der zu dieser Zeit mit der NHL konkurrierenden World Hockey Association (WHA) ausgewählt.
Zur Spielzeit 1976/77 wechselte der junge Kanadier in den Profibereich zu den Philadelphia Flyers. Die Flyers setzten ihn im Verlauf der Saison bei ihrem Farmteam, den Springfield Indians, in der American Hockey League (AHL) ein. Zudem debütierte er aber auch in der NHL, wo er vier Partien für Philadelphia absolvierte. Bereits nach einem Spieljahr trennten sich die Philadelphia Flyers aber von ihrer Draftwahl des Vorjahres, als sie ihn im August 1977 im Tausch für Barry Dean zu den Colorado Rockies transferierten. Bei den Rockies avancierte der Abwehrspieler schnell zum Stammspieler und kam 60-mal zum Einsatz. Dabei gelangen ihm 19 Scorerpunkte. Dennoch war Suzor im Oktober 1978 in ein erneutes Transfergeschäft involviert, als er zu den Boston Bruins transferiert wurde. Im Gegenzug gaben die Bruins Clayton Pachal an die Rockies ab.
Im Franchise der Boston Bruins gelang es Suzor jedoch nicht, sich für einen Platz im NHL-Kader zu empfehlen. Stattdessen kam er zunächst bei Bostons AHL-Farmteam Rochester Americans zu Einsätzen. Ebenso stand er im Verlauf der Saison 1978/79 in der International Hockey League (IHL) für die Saginaw Gears, Muskegon Mohawks und Grand Rapids Owls auf dem Eis. Bei den Grand Rapids Owls verbrachte der Defensivspieler den Großteil des Spieljahres 1979/80, spielte aber ebenso kurzzeitig für die Binghamton Dusters in der AHL. Die letzten Partien seiner aktiven Karriere bestritt Suzor in der Spielzeit 1980/81 bei den Toledo Goaldiggers in der IHL, ehe der 24-Jährige seine aktive Karriere frühzeitig beendete.

## Karrierestatistik
(Legende zur Spielerstatistik: Sp oder GP = absolvierte Spiele; T oder G = erzielte Tore; V oder A = erzielte Assists; Pkt oder Pts = erzielte Scorerpunkte; SM oder PIM = erhaltene Strafminuten; +/− = Plus/Minus-Bilanz; PP = erzielte Überzahltore; SH = erzielte Unterzahltore; GW = erzielte Siegtore; 1 Play-downs/Relegation; Kursiv: Statistik nicht vollständig)